# تپرنون
تپرنون (یا گرانیل‌گرانیل‌استون) دارویی برای درمان زخم معده است که در ژاپن با نام تجاری Selbex (セ ル ベ ク ク به فروش می‌رسد.